# Калашников, Иван Абрамович
Ива́н Абра́мович Кала́шников (1922—1944) — сержант Рабоче-крестьянской Красной Армии, участник Великой Отечественной войны, Герой Советского Союза (1945).

## Биография
Иван Калашников родился в феврале 1922 года на хуторе Ступино (ныне — Павловский район Воронежской области). Получил начальное образование, после чего работал в колхозе. В ноябре 1941 года Калашников был призван на службу в Рабоче-крестьянскую Красную Армию. С декабря того же года — на фронтах Великой Отечественной войны. К июню 1944 года сержант Иван Калашников командовал отделением 1113-го стрелкового полка 330-й стрелковой дивизии 50-й армии 2-го Белорусского фронта. Отличился во время освобождения Белорусской ССР.
23—28 июня 1944 года отделение Калашникова одним из первых переправилось через реки Проня и Днепр и приняло активное участие в боях за освобождение Могилёва и на шоссе Могилёв-Минск, нанеся немецким войскам большие потери. 27 июля 1944 года Калашников был тяжело ранен в бою и в тот же день от полученных ранений скончался. Похоронен в деревне Грушки в 19 километрах к востоку от польского города Августов.
Указом Президиума Верховного Совета СССР от 24 марта 1945 года сержант Иван Калашников посмертно был удостоен высокого звания Героя Советского Союза. Также посмертно был награждён орденом Ленина.